# يوفروسيني

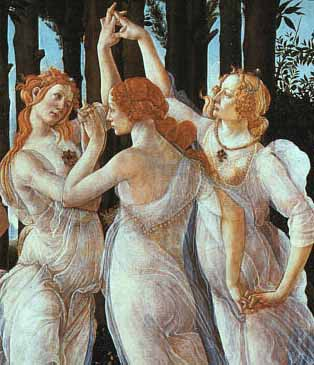
إلهات الحـُسن مجتمعات في حلقة

يوفروسيني (باليونانية: Ευφροσύνη بمعنى «الغبطة») بحسب الميثولوجيا الإغريقية القديمة، هي إحدى إلهات الحـُسن الثلاث، والتي عنيت بالابتهاج والغبطة. هي ابنة كلاً من زيوس ويورينومي أو يونوميا، أو إيريبوس ونكس في بعض الأساطير. ذكرت يوفروسيني في قصيدة "L'Allegro" لجون ميلتون.